# Zsolnay Vilmos

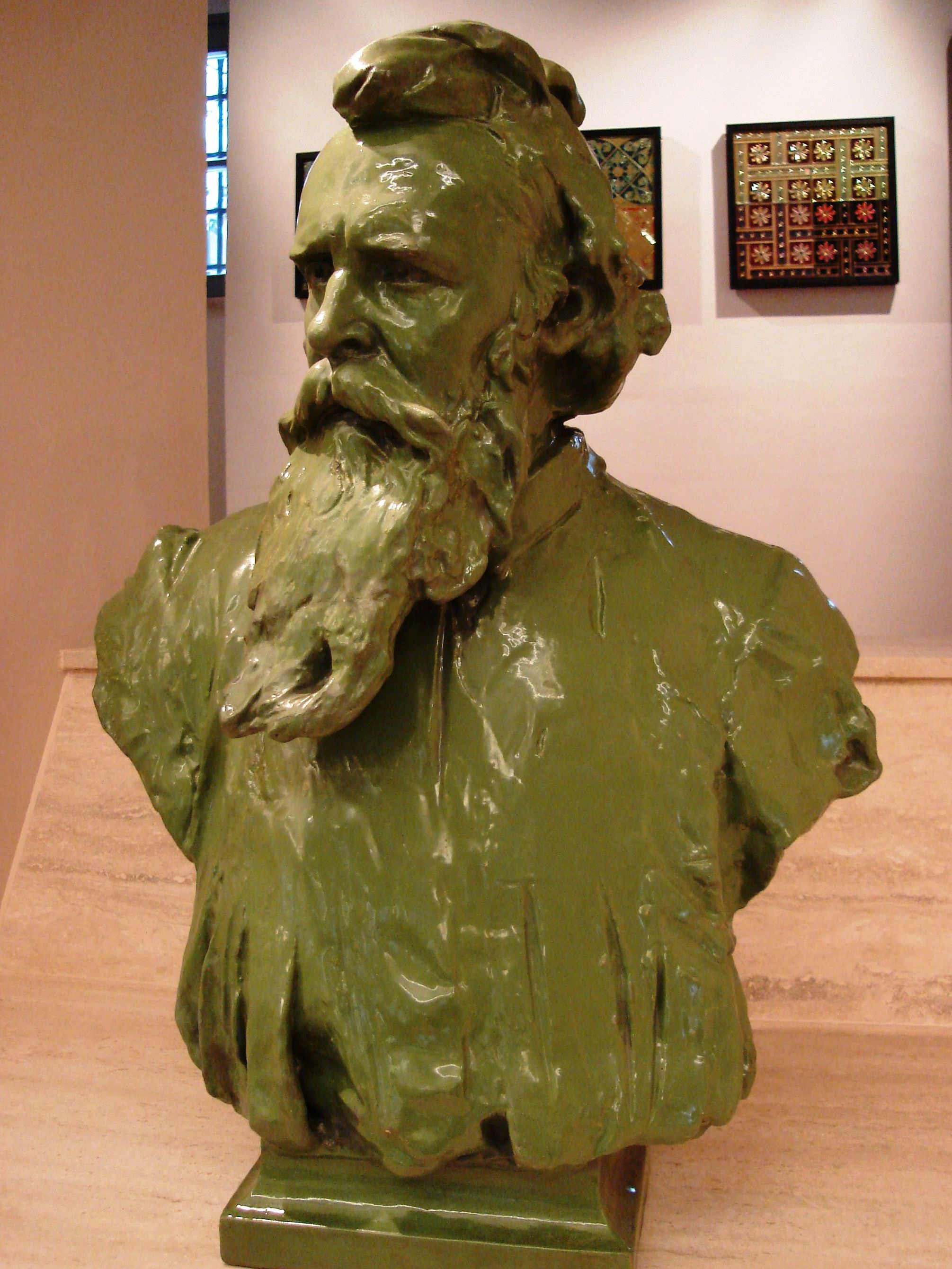
Zsolnay Vilmos mellszobra

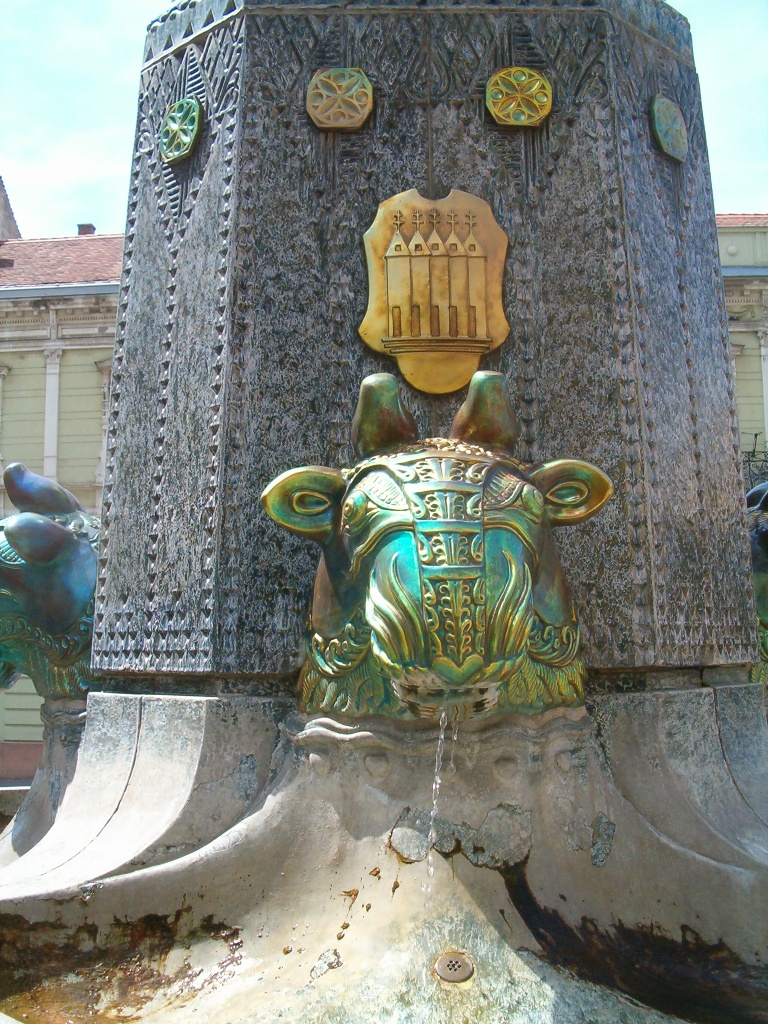
A Zsolnay-kút Pécsett (részlet)

Zsolnay Vilmos (Pécs, 1828. április 19. – Pécs, 1900. március 23.) keramikusművész, nagyiparos, a pécsi Zsolnay porcelángyár felfejlesztője.

## Élete
Zsolnay Miklós (1793–1880), pécsi kereskedő, és Ballay Terézia fia. A Zsolnay (Zsolnai, Zolnai) család szombathelyi eredetű, Zsolnay Vilmos nagyapja, Zsolnay József szabómester költözött Pécsre, ahol 1796-ban feleségül vette Edelmayer Katalint, Feyerabend Ágoston - ugyancsak szabó - fiatal özvegyét.
Bár festőművésznek készült, apja kívánságára 1853-ban átvette a családi üzlet irányítását, majd 1863-ban bátyja pécsi agyagárugyárát. Miközben a manufaktúrát fejlesztette, végig alkotóművész maradt. Nagyon fontosnak tartotta új kerámiaanyagok kifejlesztését. Az ő találmánya az ún. porcelánfajansz és az épületdíszítésre alkalmazott fagyálló pirogránit (pyrogranit). A Petrik Lajos és Wartha Vince által megalkotott, eozinnak nevezett lüszteres máz technikájának kidolgozásában is közreműködött. Gyára elsőként alkalmazta az eozinmázat dísztárgyain. 1873-tól bel- és külföldi kiállításokon mindenhol sikert aratott. Kiemelkedő sikere volt 1878-ban, hogy a párizsi világkiállításon elnyerte a nagydíjat (Grand prix), s a francia Becsületrenddel is kitüntették. Később megkapta a Ferenc József-rendet, Pécs városa pedig díszpolgárrá avatta.
Tervezőként ő alkalmazott először neves képzőművészeket (így a korán elhunyt Klein Ármint is). A korszak nagy építészei előszeretettel alkalmazták a Zsolnay-féle épületkerámiát, azaz az épületkülsőkön használható kőcserepeket.
Nem sokkal 72. születésnapja előtt hunyt el, s a pécsi Budai városrész ótemetőjének Szent Mihály-kápolnájába temették.

## Házassága és leszármazottjai
Zsolnay Vilmos 1855-ben feleségül vette Bell Terézt (1832–1918). Házasságukból született:
- Zsolnay Miklós (1857. október 30. – 1922. február 25.)
- Zsolnay Júlia (1856. február 15. – 1950. április 2.), kopasznyai Sikorski Tádé (1851–1940) felesége[8]
- Zsolnay Teréz (1854. május 21. – 1944. május 16.), alsómátyásfalvi Mattyasovszky Jakab (1846–1925) okleveles bányamérnök, geológus[9] felesége

## Zsolnay-kerámiát alkalmazó építészek
- Steindl Imre
- Lechner Ödön
- Árkay Aladár
- Korb Flóris
- Giergl Kálmán
- Lajta Béla
- Pecz Samu
- Raichle J. Ferenc
- Schulek Frigyes

## Emlékezete
Halála után a gyárat fia, Zsolnay Miklós irányította, akinek már apja életében is döntő szerepe volt a cég gazdálkodásában.
A Zsolnay alapította gyárat 1945 után államosították, Pécsi Porcelángyár néven főként műszaki porcelántermékeket állított elő. A rendszerváltás óta Zsolnay Porcelánmanufaktúra Zrt. néven széles választékban állít elő kerámiatermékeket.
Az eozinmázas köztéri kút Pécs egyik jelképe.
A budapesti Párisi Nagy Áruház (Divatcsarnok) egyik termét róla nevezték el, ahol sok műve megtekinthető. Az itt működő Párisi Galéria Művészeti Szalon és Aukciósház rendszeresen forgalmaz régi és Zsolnay-kerámiákat.

### Film
- A föld szeretője (2010) – Pozsgai Zsolt (forgatókönyvíró, rendező), Őze Áron (főszereplő)

### Egyéb
Pécsen a Pécsi Szakképzési Centrum Zsolnay Vilmos Szakgimnázium és Szakközépiskola a 2016–17-es tanévtől kezdődően viseli a gyáralapító nevét.